# خليج فلونيكا
خليج فلونيكا، (بالإيطالية: Golfo di Follonica)‏، (خليج بيومبينو سابقًا ؛ في جنوب بلينبيني الجيبية، أو جيب فاليسيانوس) هو خليج البحر التيراني، الذي يمتد بين الطرف الجنوبي من مقاطعة ليفورنو، والجزء الشمالي من مقاطعة غروسيتو، الذي يشمل مناطق ساحلية من بلديات: بيومبينو، وفلونيكا، وسكارلينو وكاستيجليون دي بيسكايا.